# 비디오 대여

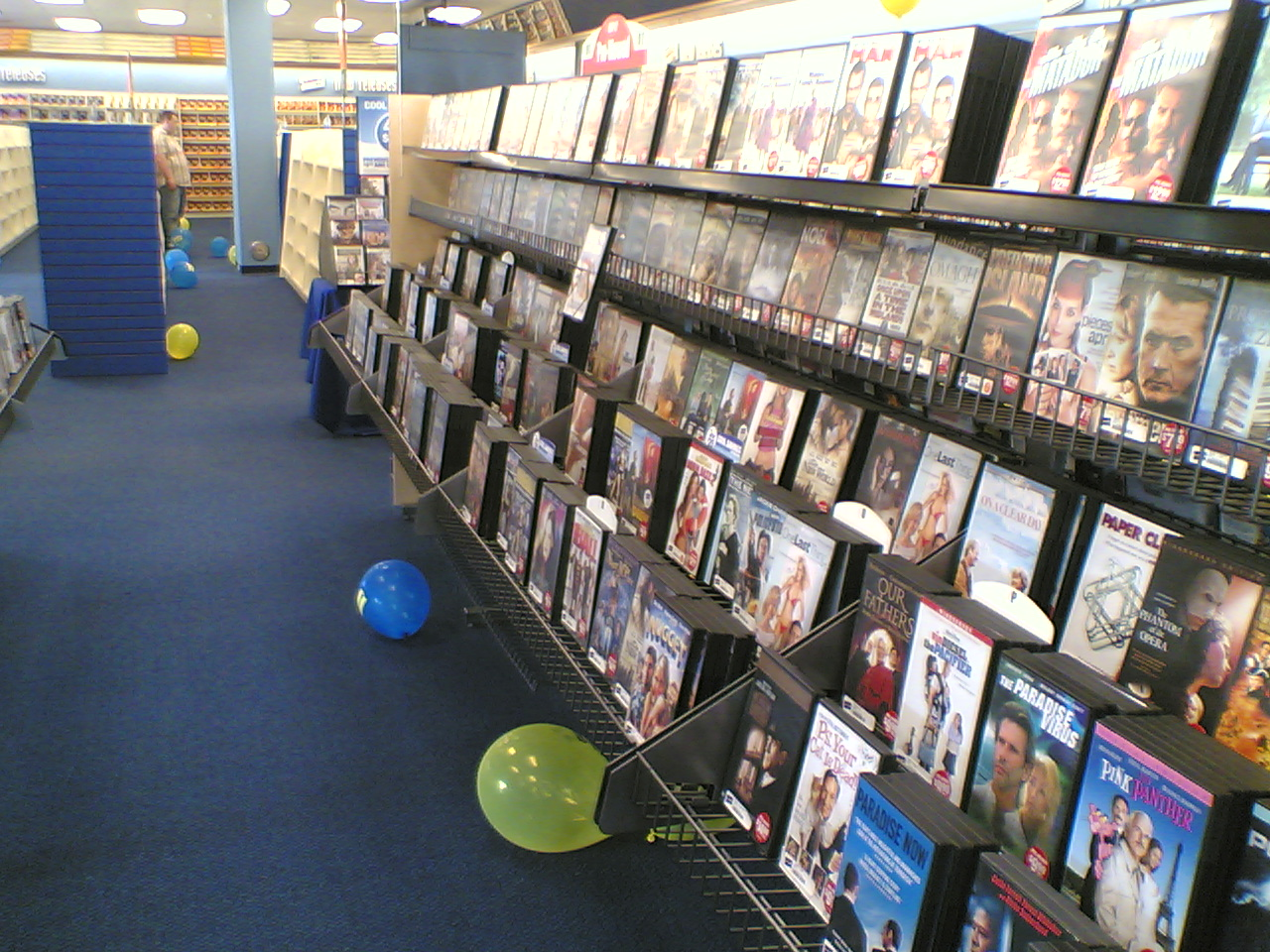
아이오와 주의 비디오 대여점

비디오 대여는 영화 · 애니메이션 · TV 프로그램 등의 작품이 녹화된 비디오 테이프, DVD, 블루레이 등을 유료로 빌려주는 서비스이다.

## 개요
비디오의 발매 시기는 영화 흥행 (로드쇼)보도 훨씬 늦지만, 집에서 원하는 시간에 감상할 수 있는 점이나 저렴하기 때문에 빠르게 매출을 확대해갔다. 비디오테이프가 처음 대중화되었던 1980년대부터 2000년대 중반까지 유행을 끌었으나, 2000년대 후반에는 P2P와 불법 다운로드의 여파로 조금씩 쇠퇴기를 맞이하였다. 2010년대부터는 온라인 미디어 콘텐츠 강화로 인한 IPTV, OTT 서비스의 등장으로 인해 파생된 OTT, VOD 서비스의 확대로 비디오 대여업은 완전히 몰락하여 더 이상 영업점을 찾아볼 수 없게 되었다.

## 역사

### 전성기
1970년대 비디오테이프의 등장으로 개인이 녹화된 영상물을 소장하고 시청할 수 있게 되면서, 1980년대부터는 인기 영화나 영상물의 비디오테이프를 대여해 주는 비디오 대여 사업이 본격적으로 인기를 얻기 시작하였다. 당시에는 영화나 드라마를 다시 시청할 수 있는 방법이 비디오테이프를 직접 대여하거나 녹화하는 것에 한정되어 있었기 때문에, 비디오 대여점은 여가를 즐기려는 대중들 사이에서 큰 호응을 얻으며 유망한 사업으로 자리매김하였다. 이러한 흐름 속에서 비디오 대여 사업이 전성기를 맞이하던 1995년 기준, 서울 지역에는 3,000여 개가 넘는 대여점이 성업 중이었다.

### 쇠퇴
2000년대 초반부터는 DVD가 조금씩 비디오테이프의 자리를 위협하며 치고올라왔고, 2003년 DVD가 처음 비디오테이프의 판매량을 따라잡은 후에는 비디오만 판매하는 대여점이 아닌 DVD와 비디오테이프를 함께 대여하는 멀티대여점 형태로 변경되어 영업했다. 중국, 대한민국, 베트남, 일본, 필리핀의 경우 2003년까지만 해도 비디오가 DVD보다 대출량이 크게 앞서는 것으로 나왔지만, 2000년대 중반에 들어서면서 비디오만 대여하는 대여점은 조금씩 폐업 절차를 밟는 것으로 알려졌다.
이와 같이 2000년대 중후반의 비디오 대여점은 DVD와 비디오테이프를 함께 대여하였으며, 불법 다운로드의 영향에도 불구하고 2000년대 후반까지는 일정 수준의 실적을 유지하였다. 그러나 2010년대에 들어 DVD, IPTV, OTT 서비스가 대중화되면서 영상 매체의 소비가 점차 OTT로 이동하기 시작하였고, 이로 인해 비디오 대여점은 서서히 몰락의 길을 걷게 되었다. 비디오테이프는 2000년대 이후 더 이상 사용되지 않게 되었으며, DVD 또한 2010년대 초반 이후에는 블루레이와 같은 특정 소비층을 중심으로 명맥을 유지하고 있다.

## 같이 보기
- 우편형 DVD 배달